# Билсброу, Джеймс Романус
Его Высокопреосвященство Джеймс Романус Билсброу (англ. James Romanus Bilsborrow OSB , 27.06.1862 г., Престон, Великобритания — 19.06.1931 г. Великобритания) — католический прелат, епископ Порт-Луи, первый архиепископ Кардиффа, член монашеского ордена бенедиктинцев.

## Биография
Джеймс Романус Билсброу родился 27 июня 1862 года в городе Престон, Великобритания. 23 сентября 1889 года был рукоположён в священника.
13 сентября 1910 года Римский папа Пий X назначил Джеймса Романуса Хидли епископом епархии Порт-Луи. 24 февраля 1911 года Джеймс Романус Билсброу был рукоположён в епископа.
7 февраля 1916 года Джеймс Романус Билсброу был назначен ординарием архиепархии Кардиффа.
16 декабря 1920 года Джеймс Романус Билсброу ушёл в отставку и назначен титулярным архиепископом Ция.
Умер 19 июня 1931 года.